# IKCO Samand Soren
Iran Khodro (IKCO) Samand Soren (перс. سمند سورن) — модернизированная версия Iran Khodro Samand, представленная публике в начале 2007 года.  Среди основных улучшений присутствуют подушка безопасности водителя и пассажира, ремни безопасности с преднатяжителями, регулировками фар и выдвижной антеной, но только в самых дорогих комплектациях.

## Модели
Iran Khodro Samand Soren изначально имел в наличии двигатель с топливной системой GNV, который более экономичен в расходе топлива,он увидел свет в 2007 году,и выдавал до 150 лошадиных сил мощности, что значительно больше чем у аналогичных моделей западных компаний с такими же топливными характеристиками.

## Soren ELX
Soren ELX  является усовершенствованной версией Soren с большими изменениями по сравнению с предшественником. Данная версия Soren имеет небольшие внешние изменения по сравнению со обычными моделями, но имеет большие изменения в системе безопасности, в которые включены ESP и фронтальная подушка безопасности пассажира.
Автомобиль в свою очередь имеет новый интерьер, включая новую панель приборов и новый тахометр.

## Доступные варианты
В разных вариантах устанавливаются моторы, которые разработаны Iran Khodro:
- EF7
- EF7TС
- Peugot TU5JP4